# جيم ستوري
جيم ستوري (بالإنجليزية: Jim Storey)‏ (30 ديسمبر 1929 في المملكة المتحدة - ) هو لاعب كرة قدم بريطاني في مركز الظهير. لعب مع ماكليسفيلد تاون ونادي إكزتر سيتي ونادي بورنموث ونادي روتشديل ونيوكاسل يونايتد ودارلينجتون إف سى.